# سیلوی‌مرغ
سیلوی‌مرغ یا سیلوی‌مرغ کالدونیایی (نام علمی: Sylviornis neocaledoniae) نام یک گونه از راسته ماکیان‌سانان است.